# Реан, Артур Александрович
Арту́р Алекса́ндрович Реан (род. 8 марта 1957, Уфа) — российский психолог, общественный деятель; специалист в области психологии личности, социальной и педагогической психологии. Доктор психологических наук (1992), профессор (1994), академик РАО (2016; член-корреспондент c 1996) по отделению психологии и возрастной физиологии, член бюро отделения психологии и возрастной физиологии РАО (2018), вице-президент Федерации психологов образования России (2025).

## Биография
В 1979 г. окончил Башкирский государственный университет (ныне Уфимский университет науки и технологий) и был принят стажёром-исследователем на факультет психологии Ленинградского университета им. А. А. Жданова. После годичной стажировки в 1980 г. поступил в очную аспирантуру факультета психологии этого же университета и в 1983 г. защитил кандидатскую диссертацию. Затем работал в Башкирском госуниверситете ассистентом, затем доцентом кафедры психологии, после чего работал старшим научным сотрудником, а затем заведующим лабораторией педагогической психологии во Всесоюзном НИИ профтехобразования (Ленинград). В 1992 году на факультете психологии Ленинградского университета защитил докторскую диссертацию. Впоследствии работал профессором кафедры общей психологии Санкт-Петербургского государственного университета; был заместителем декана факультета психологии по научной работе. В 1996 году избран членом-корреспондентом РАО. В 1998 году на факультете психологии Санкт-Петербургского университета создал кафедру психологии и педагогики личностного и профессионального развития и был избран её первым заведующим. В 2000—2004 гг. — профессор кафедры акмеологии и психологии профессиональной деятельности Российской Академии госслужбы при Президенте РФ (Москва). С 2004 года — профессор кафедры психологии Московского университета МВД России, одновременно (с 2006 г.) — исполнительный директор и научный руководитель Федерального социального проекта. В 2016—2020 гг. — руководитель Лаборатории профилактики асоциального поведения Национального исследовательского университета «Высшая школа экономики». С 2018 года — руководитель рабочей группы «Защита прав и интересов детей, а также обеспечение их безопасности» при Координационном совете при Правительстве Российской Федерации по проведению в Российской Федерации Десятилетия детства. С 2023 года — председатель Научного совета РАО по проблемам профилактики агрессии и деструктивного поведения учащихся. С 2020 года — директор Центра социализации, семьи и профилактики асоциального поведения института педагогики и психологии Московского педагогического государственного университета. Одновременно с 2021 года — заведующий кафедры психологии воспитания и профилактики девиантного поведения МПГУ. С 2025 года — вице-президент Федерации психологов образования России.

## Научная деятельность
Исследования А. А. Реана сосредоточены в области психологии личности, педагогической психологии, психологии асоциального и делинквентного поведения и его превенции, психологии агрессии, проблем преодоления негативных последствий социального сиротства, психологии социализации и социальной зрелости личности, психологии социальной адаптации личности.
Является одним из создателей (вместе с Я. Л. Коломинским) нового научного направления — социальной педагогической психологии.
Автор более 450 опубликованных работ, в том числе более 25 монографий, книг и учебников, по проблемам психологии личности, социальной, юридической и педагогической психологии.
Согласно РИНЦ (Российский индекс научного цитирования) является одним из наиболее цитируемых ученых в области психологии, а также в области наук об образовании и педагогике.
Руководитель и разработчик ряда комплексных научно-практических программ, среди которых наиболее значимы «Профилактика наркотизма и асоциального поведения молодёжи» (1998—2001), «Психология агрессивного поведения» (Президентский грант, 1997—1999), «Социальная защита детства» (2000—2002), «Семьи и дети группы риска» (2002—2006), «Крепкая семья» (2006—2011).
Член диссертационных советов при МГУ им. М. В. Ломоносова (по социальной психологии и психологии развития), при Московском университете МВД РФ (по психологии труда и педагогике), а также при РГПУ им. А. И. Герцена (по общей педагогике). Член экспертного совета общероссийского Фонда поддержки детей, находящихся в трудной жизненной ситуации. В течение длительного времени был членом, а впоследствии заместителем председателя экспертного совета по психологии и педагогике Высшей аттестационной комиссии РФ. В настоящее время является членом экспертного совета по психологии и педагогике Высшей аттестационной комиссии РФ.
В разные годы был председателем докторского диссертационного совета по педагогической психологии, а также заместителем председателя совета по социальной психологии при Санкт-Петербургском университете, членом докторских диссертационных советов при РГПУ им. А. И. Герцена, при Институте психологии РАН, при Российской Академии госслужбы при Президенте РФ.
А. А. Реан — создатель научной школы в области психологии личности и социальной педагогической психологии. Среди наиболее известных и авторитетных представителей этой научной школы — доктора психологических наук, профессора А. А. Баранов (директор института психологии и педагогики УдГУ, Ижевск), С. Н. Костромина (заместитель декана факультета психологии Санкт-Петербургского университета), А. Р. Кудашев (заведующий кафедрой психологии управления и менеджмента Башкирской Академии государственной службы при Президенте Башкортостана, Уфа), В. М. Минияров (заведующий кафедрой психологии образования ПГСГА, Самара), В. Л. Ситников (заведующий кафедрой психологии и социологии СПбУПС), И. Н. Симаева (декан факультета психологии, заведующая кафедрой Балтийского федерального университета им. И. Канта, Калининград), В. Л. Цветков (начальник кафедры юридической психологии Московского университета МВД России).
В 2000—2004 гг. был председателем редакционного совета журнала «Мир детства», в 2005—2015 гг. состоял в редколлегии журнала «Вестник практической психологии образования».
На данный момент состоит в редакционных советах и коллегиях журналов:
- Российский психологический журнал (с 2005),
- «Вестник Московского университета. Серия 14. Психология»,
- «Вестник Балтийского федерального университета им. И. Канта» (с 2007),
- «Вестник Фонда помощи детям в трудной жизненной ситуации» (с 2009),
- «Защити меня» (с 2011),
- «Психопедагогика в правоохранительных органах»,
- «Вестник Московского университета МВД России»,
- «Вестник Санкт-Петербургского государственного университета. Психология и педагогика»,
- Психология человека в образовании,
- Российский девиантологический журнал (главный редактор),
- Северо-Кавказский психологический вестник,
- Интеграция образования.

### Основные работы

#### Книги
- Реан А. А. Психология изучения личности. — СПб., 1999.
- Реан А. А., Коломинский Я. Л. Социальная педагогическая психология. — СПб., 1999, 2008.
- Реан А. А., Бордовская Н. В., Розум С. И. Психология и педагогика. — СПб., 2000, 2008.
- Психология человека от рождения до смерти / Под ред. А. А. Реана. — М.; СПб., 2001, 2004.
- Реан А. А., Кудашев А. Р., Баранов А. А. Психология адаптации личности. — СПб., 2002. 2-е изд. — М.; СПб., 2006.
- Психология подростка / Под ред. А. А. Реана. — М.; СПб., 2003, 2007.
- Реан А. А. Психология личности : Социализация, поведение, общение. — М.; СПб., 2004.
- Общая психология и психология личности / Под ред. А. А. Реана. — М.; СПб., 2007.
- Семья: психология, педагогика, социальная работа / Под ред. А. А. Реана. — М., 2009.
- Реан А. А. Психология личности. — СПб., 2013.
- Психология девиантности. Дети. Общество. Закон. / Под ред. А. А. Реана. — М., 2016.
- Семьеведение (Основы семейной жизни): Книга для учителя 9-11 классов общеобразовательных учреждений: учебно-методическое пособие / А. А. Реан, И. А. Коновалов, Н. Л. Москвичева, М. А. Новикова; под ред. А. А. Реана. — М., 2019.
- Семьеведение (Основы семейной жизни): Книга для учащихся 9-11 классов общеобразовательных учреждений / А. А. Реан, И. А. Коновалов, Н. Л. Москвичева, М. А. Новикова; под ред. А. А. Реана. — М., 2021.
- Реан А. А., Коновалов И. А., Новикова М. А., Молчанова Д. В. Профилактика агрессии и деструктивного поведения молодежи: анализ мирового опыта / Под ред. А. А. Реана. — СПб., 2021.

#### Статьи
- Реан А. А. Рефлексивно-перцептивный анализ деятельности педагога // Вопросы психологии. — 1990. — № 2. — С. 77-81.
- Реан А. А. Агрессия и агрессивность личности // Психологический журнал. — 1996. — Т. 17. — № 5. — С. 3-3.
- Реан А. А., Баранов А. А. Факторы стрессоустойчивости учителей // Вопросы психологии. — 1997. — № 1. — 45-54.
- Реан А. А. Проблемы и перспективы развития концепции локуса контроля личности // Психологический журнал. — 1998. — Т. 19. — № 4. — С. 3-12.
- Реан А. А., Коновалов И. А. Социально-перцептивный образ различных социальных групп в сознании подростков // Социальная психология и общество. — 2018. — Т. 9. — № 2. — С. 60-80.
- Реан А. А. Профилактика агрессии и асоциальности несовершеннолетних // Национальный психологический журнал. — 2018. — № 2 (30). — С. 3-12.
- Реан А. А., Шагалов И. Л. Личностные ценности как предикторы переживания счастья подростками // Вопросы психологии. — 2018. — № 6. — С. 16-28.
- Реан А. А., Коновалов И. А. Проявление агрессивности подростков в зависимости от пола и социально-экономического статуса семьи // Национальный психологический журнал. — 2019. — № 1 (33). — С. 23-33.
- Реан А. А., Ставцев А. А. Позитивные психологические интервенции как профилактика школьного неблагополучия, агрессии и буллинга // Вопросы образования. — 2020. — № 3. — С. 37-59.

### Социальная педагогическая психология
Социальная педагогическая психология возникла на стыке трех отраслей психологии — социальной психологии, педагогической психологии и психологии личности. Создателями направления являются А. А. Реан и Я. Л. Коломинский (Реан А. А., Коломинский Я. Л. «Социальная педагогическая психология». — СПб., 1999, 2008). В самом общем виде предмет социальной педагогической психологии можно определить, как изучение социально-психологических закономерностей, детерминант и механизмов процессов обучения и воспитания. Более конкретно предметная область социальной педагогической психологии лучше всего определяется через ее проблемное поле.
В рамках проблемного поля социальной педагогической психологии можно выделить 7 значимых областей:
1. Социальная психология личности учащегося
2. Социальная психология межличностных отношений учащихся
3. Социальная психология личности педагога
4. Психология педагогического общения
5. Педагогическая социальная перцепция
6. Социальная психология управления учебными заведениями и педагогическими коллективами
7. Социальная психология семейного воспитания и детско-родительских отношений
Указанные области социальной педагогической психологии на сегодняшний день являются наиболее развитыми как в теоретическом плане, так и в плане эмпирических исследований и полученных фактов. Эти области образуют основу проблемного поля социальной педагогической психологии, но не исчерпывают его полностью. В рамках направления было проведено большое количество исследований основоположниками направления, а также их учениками и последователями.

## Общественная деятельность
- эксперт и член правления европейской ассоциации по работе с социально неблагополучными детьми (ENSCW, Брюссель, Бельгия, 1998—2004);
- член консультативного совета при комиссии Совета Федерации РФ по молодёжи и спорту (2003—2004);
- член президиума Федерации психологов образования России (с 2003);
- руководитель секции социальных и психологических проблем несовершеннолетних Федерации психологов образования РФ (с 2004);
- член Президиума научно-методического совета по базовому психологическому образованию УМО Минобразования РФ (1998—2008);
- председатель Государственной аттестационной комиссии факультета психологии МГУ им. М. В. Ломоносова (2002—2007);
- член экспертного совета Федерального Фонда поддержки детей, находящихся в трудной жизненной ситуации (с 2009);
- помощник заместителя председателя Совета Федерации РФ (2006—2009);
- председатель Федерального научно-координационного совета РАО по вопросам семьи и детства (с 2014);
- член экспертного совета ВАК РФ по педагогике и психологии (с 2016);
- член Совета по социальным инновациям субъектов РФ при Совете Федерации РФ (с 2015);
- руководитель секции психологии семьи и детства Российского психологического общества (с 2016);
- член экспертного совета Комитета по делам семьи, женщин и детей Государственной Думы РФ (с 2018);
- член бюро отделения психологии и возрастной физиологии РАО (с 2018);
- член экспертного совета по вопросам совершенствования законодательства в социальной сфере при заместителе Председателя Государственной Думы Федерального Собрания Российской Федерации (с 2022).

## Награды
- Заслуженный деятель науки Российской Федерации (2007 г.).
- Медаль им. Г. И. Челпанова 1-й степени «За вклад в развитие психологической науки» (2007 г.).
- Памятная медаль МВД России (Московский университет МВД России) (2012 г.).
- Победитель конкурса «Российского психологического общества» 2000 года на лучший учебник за книгу «Психология и педагогика».
- Лауреат Национального психологического конкурса "Золотая Психея " 2001 г. (номинация «Лучший проект в психологическом образовании»)[3], 2006 г. (номинация «Проект года в психологической науке»)[4], 2019 г. (номинация «Книга года по психологии»)[5], 2022 г. (номинация «Книга года по психологии»)[6].
- Победитель национального психологического конкурса «Золотая Психея» 2002 г. (номинация «Лучший проект в психологическом образовании»)[7], 2006 г. (номинация «Личность года в психологическом образовании»)[8], 2016 г. (номинация «Книга года по психологии»)[9]
- Победитель Всероссийского конкурса 2004 года на лучший учебник по педагогике за книгу «Педагогика».
- Лауреат Всероссийского конкурса психологических изданий 2007 за книгу «Психология детства», в номинации «Лучший учебник по психологии» (конкурс Министерства образования РФ и Федерации психологов образования РФ).
- Благодарность Председателя Государственной Думы Федерального Собрания РФ (2016 г.).
- Почетная грамота Президиума Российского психологического общества (2016 г.).
- Почетная грамота Российской академии образования (2017 г.).
- Благодарность Уполномоченного при Президенте РФ по правам ребенка (2018 г.).
- Благодарность Председателя Комитета Государственной Думы по вопросам семьи, женщин и детей (2019 г.)
- Благодарность Министерства просвещения Российской Федерации (2020 г.)
- Благодарность Первого заместителя Председателя Комитета по вопросам семьи, женщин и детей Государственной Думы РФ (2021 г.)
- Благодарность ректора МПГУ «За успешную многолетнюю плодотворную трудовую деятельность в системе высшего образования» (2022 г.)
- Медаль имени Л. С. Выготского «За заслуги в развитии психологии» (2022 г.)
- Медаль имени В. В. Давыдова «За заслуги в создании инновационных моделей образования» (2023 г.)